# Aspila planaltina
Aspila planaltina is een vlinder uit de familie van de uilen (Noctuidae). De wetenschappelijke naam van de soort is voor het eerst geldig gepubliceerd in 1993 door Poole & Mitter.